# La Terrasse-sur-Dorlay
La Terrasse-sur-Dorlay è un comune francese di 760 abitanti situato nel dipartimento della Loira della regione dell'Alvernia-Rodano-Alpi.

## Società

### Evoluzione demografica
Abitanti censiti